# Kyle Clifford
Kyle Clifford (* 13. Januar 1991 in Ayr, Ontario) ist ein kanadischer Eishockeyspieler, der seit Juli 2024 bei den Toronto Marlies aus der American Hockey League unter Vertrag steht und bereits seit November 2021 dort spielt. Zuvor war der Flügelstürmer in der National Hockey League (NHL) zehn Jahre für seinen Draftverein, die Los Angeles Kings, mit denen er in den Jahren 2012 und 2014 den Stanley Cup gewann, sowie kurzzeitig die St. Louis Blues und zweimal für die Toronto Maple Leafs aktiv.

## Karriere
Clifford spielte in der Saison 2006/07 zunächst bei den Cambridge Hawks, ehe er bei der OHL Priority Selection 2007 in der zweiten Runde an 37. Stelle von den Barrie Colts ausgewählt wurde. Für die Colts war er in den folgenden drei Spieljahren aktiv.
Nachdem er im September 2009 einen Einstiegsvertrag bei den Los Angeles Kings unterzeichnet hatte, die ihn zuvor im NHL Entry Draft 2009 in der zweiten Runde an 35. Stelle ausgewählt hatten, erhielt er im Frühjahr 2010 einige Einsätze in der American Hockey League bei den Manchester Monarchs. Die Monarchs waren zu diesem Zeitpunkt das Farmteam der Kings in der American Hockey League. Zur Saison 2010/11 erhielt Clifford einen Stammplatz im NHL-Kader der Los Angeles Kings. Mit dem Team gewann er anschließend 2012 und 2014 den Stanley Cup.
Nach zehn Jahren in der Organisation der Kings wurde Clifford im Februar 2020 samt Torhüter Jack Campbell an die Toronto Maple Leafs abgegeben. Im Gegenzug erhielt Los Angeles Trevor Moore, ein Drittrunden-Wahlrecht für den NHL Entry Draft 2020 sowie ein konditionales Drittrunden-Wahlrecht für den NHL Entry Draft 2021. Zudem übernehmen die Kings weiterhin die Hälfte von Cliffords Gehalt. In Toronto beendete er die Saison, ehe sein auslaufender Vertrag nicht verlängert wurde und er sich im Oktober 2020 als Free Agent den St. Louis Blues anschloss. Bei den Blues kam der Kanadier nach 50 Spielen in der Saison 2020/21 zu Beginn der folgenden Spielzeit nur noch sporadisch zum Einsatz, sodass er Mitte November 2021 ohne weitere Gegenleistung (Future Considerations) zu den Toronto Maple Leafs zurückkehrte. Dort stand er bis Ende der Saison 2023/24 unter Vertrag, ehe er im Sommer 2024 einen auf die AHL beschränkten Vertrag bei den Toronto Marlies unterzeichnete, für die er in den Vorjahren bereits überwiegend auf dem Eis stand.

### International
Clifford vertrat sein Heimatland Kanada bei der U18-Junioren-Weltmeisterschaft 2009. Dabei belegte er mit dem Team den vierten Rang. In sechs Turnierspielen blieb er punktlos und erhielt 16 Strafminuten.

## Erfolge und Auszeichnungen
- 2012 Stanley-Cup-Gewinn mit den Los Angeles Kings
- 2014 Stanley-Cup-Gewinn mit den Los Angeles Kings

## Karrierestatistik
Stand: Ende der Saison 2023/24

### International
Vertrat Kanada bei:
- U18-Junioren-Weltmeisterschaft 2009

(Legende zur Spielerstatistik: Sp oder GP = absolvierte Spiele; T oder G = erzielte Tore; V oder A = erzielte Assists; Pkt oder Pts = erzielte Scorerpunkte; SM oder PIM = erhaltene Strafminuten; +/− = Plus/Minus-Bilanz; PP = erzielte Überzahltore; SH = erzielte Unterzahltore; GW = erzielte Siegtore; 1 Play-downs/Relegation; Kursiv: Statistik nicht vollständig)